# یاروسلاو زمان
یاروسلاو زمان (انگلیسی: Jaroslav Zeman؛ زادهٔ ۱۰ فوریهٔ ۱۹۶۲) کشتی‌گیر اهل جمهوری چک بود. وی در بازی‌های المپیک تابستانی ۱۹۸۸، ۱۹۹۲ و ۱۹۹۶ شرکت کرده است.